# Robert Gawron
Robert Gawron (ur. 27 lipca 1990) – polski judoka.
Były zawodnik GKS Czarni Bytom (2004-2010). Brązowy medalista mistrzostw Polski seniorów 2009 w kategorii do 81 kg. Ponadto m.in. mistrz Polski juniorów 2009 i wicemistrz Polski juniorów 2007.